# صانع هياكل سيارات

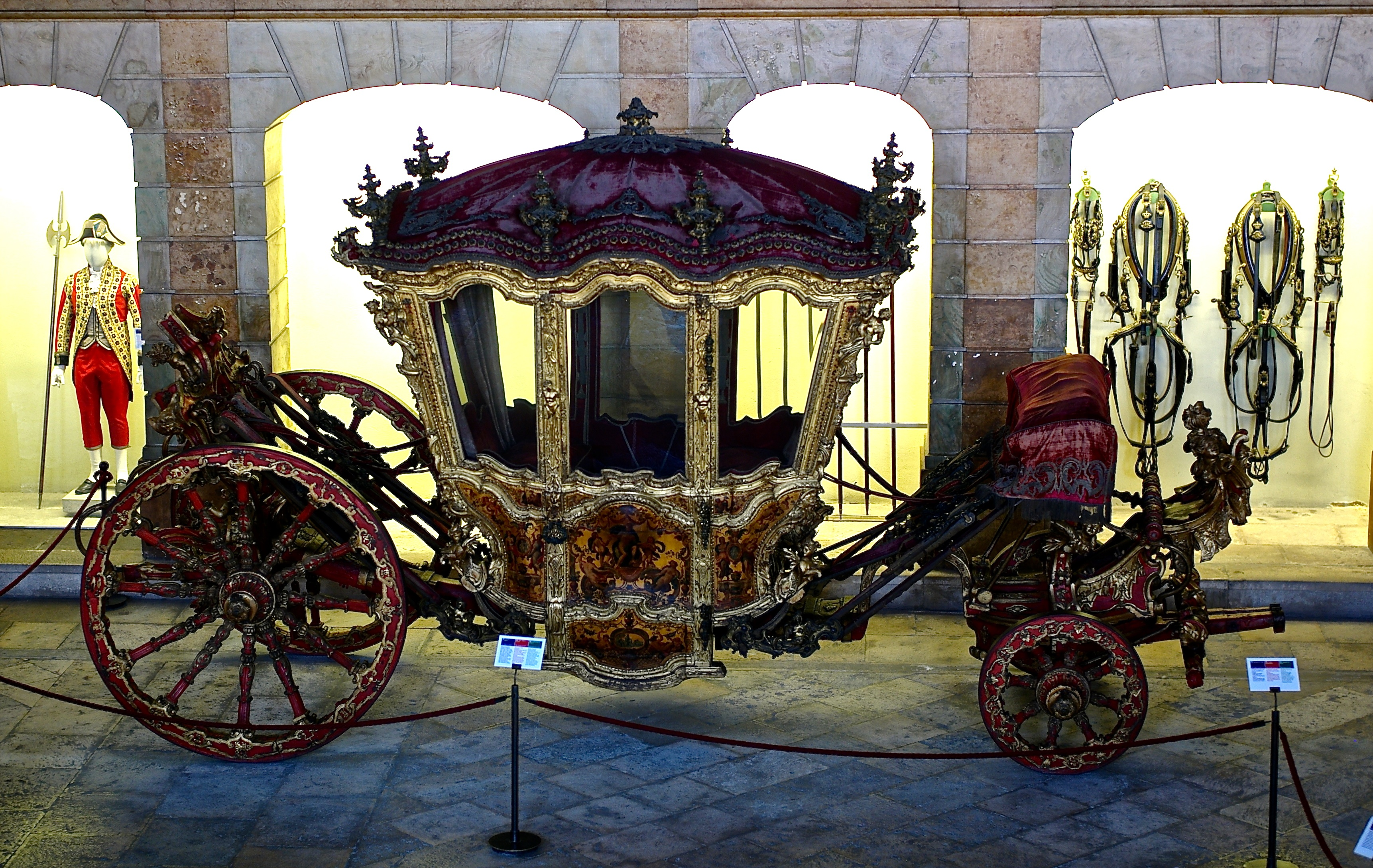
عربة في البرتغال في القرن الثامن عشر

صانعة هياكل سيارات هي شركة تصنع هياكل السيارات. يقوم هذا النوع من الشركات بصناعة هيكل السيارة لشركات صناعة السيارات الأخرى التي تقوم بدورها بدورها بإكمال الباقي. لا تقتصر مهمة هذه الشركات على السيارات فقط لكن يمكنها صناعات هياكل الشاحنات والباصات كلا حسب إمكانيتها وحجمها. عادة ما يشير المصطلح إلى هيكل السيارة أكثر ن إشارته إلى قاعدتها الأساسية. عندما كانت صناعة السيارات في بدايتها، كانت عملية تصميع سيارة جديدة تحتاج لقرارين هما طلب الهيكل من صانع الهياكل والمشتري يختار صانع السيارات لتزويده بنظام الدفع (المحرك وعلبة التروس والعجلات)، نظام تعليق، ونظام التوجيه والمكيف وسرعان ما أصبح العنصر البصري هو العنصر الوحيد لتحديد العلامة التجارية لهيكل المركبة.

## معرض صور

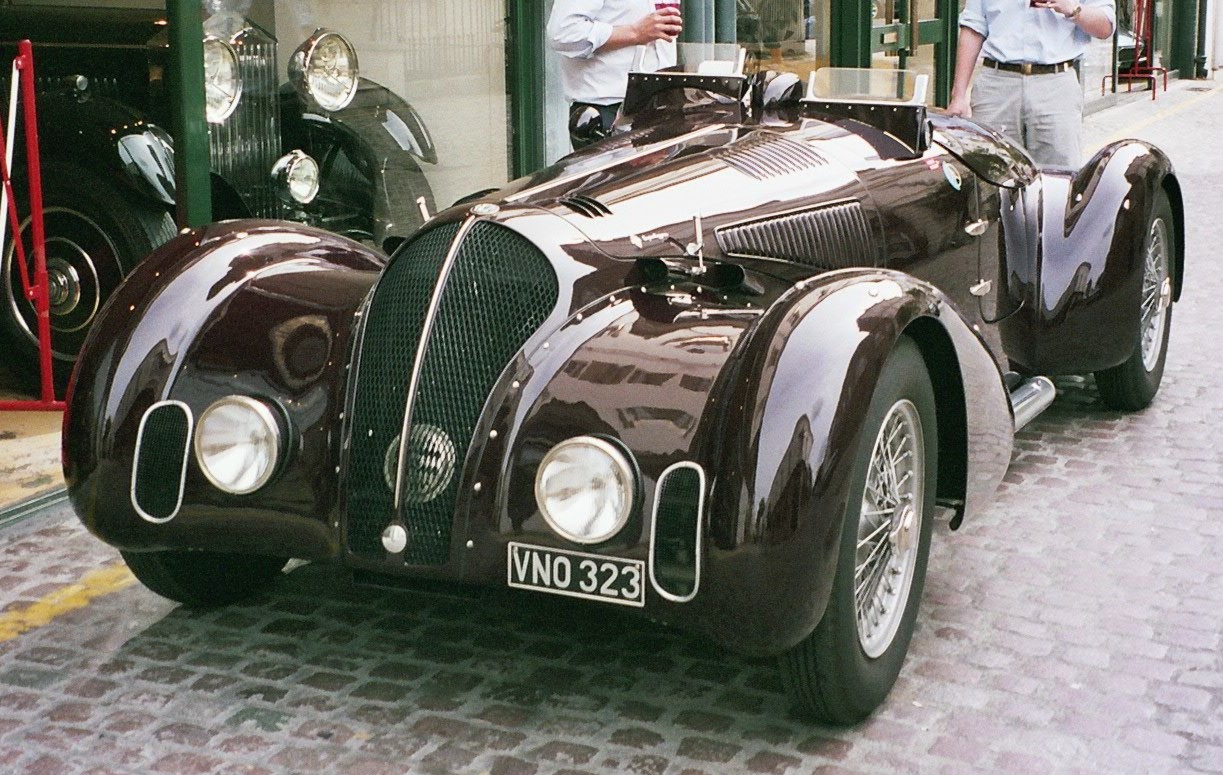
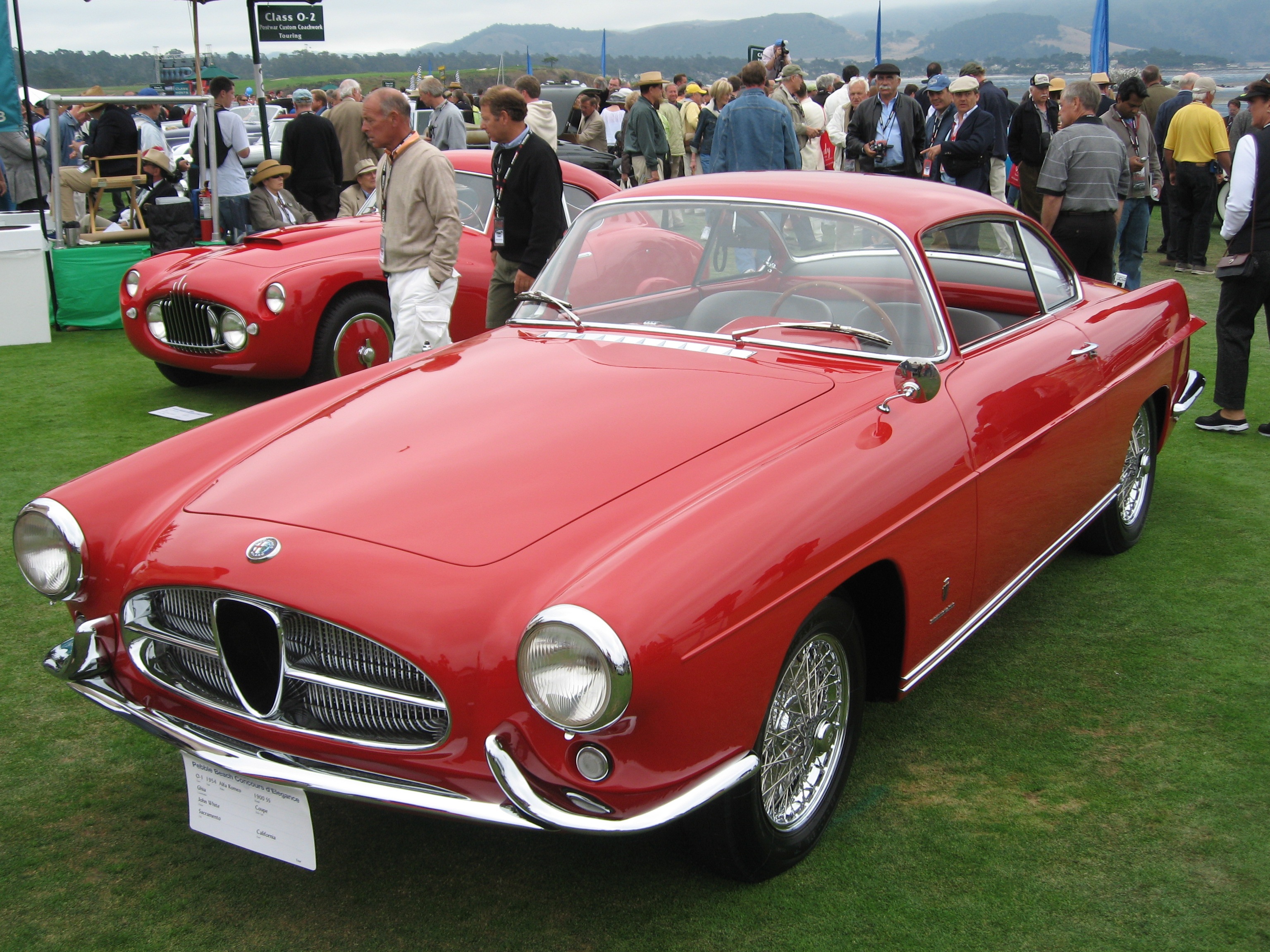
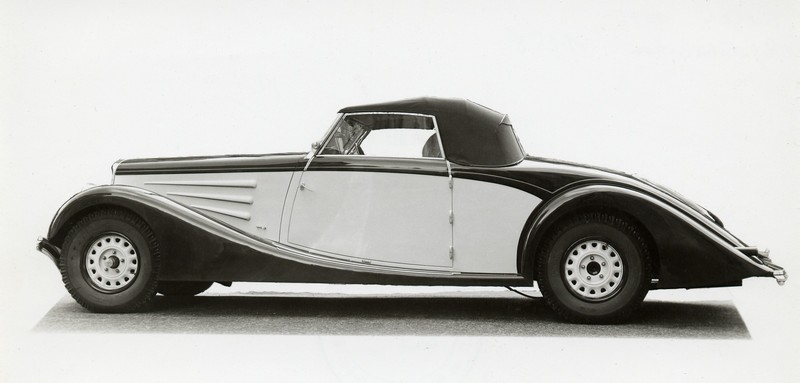
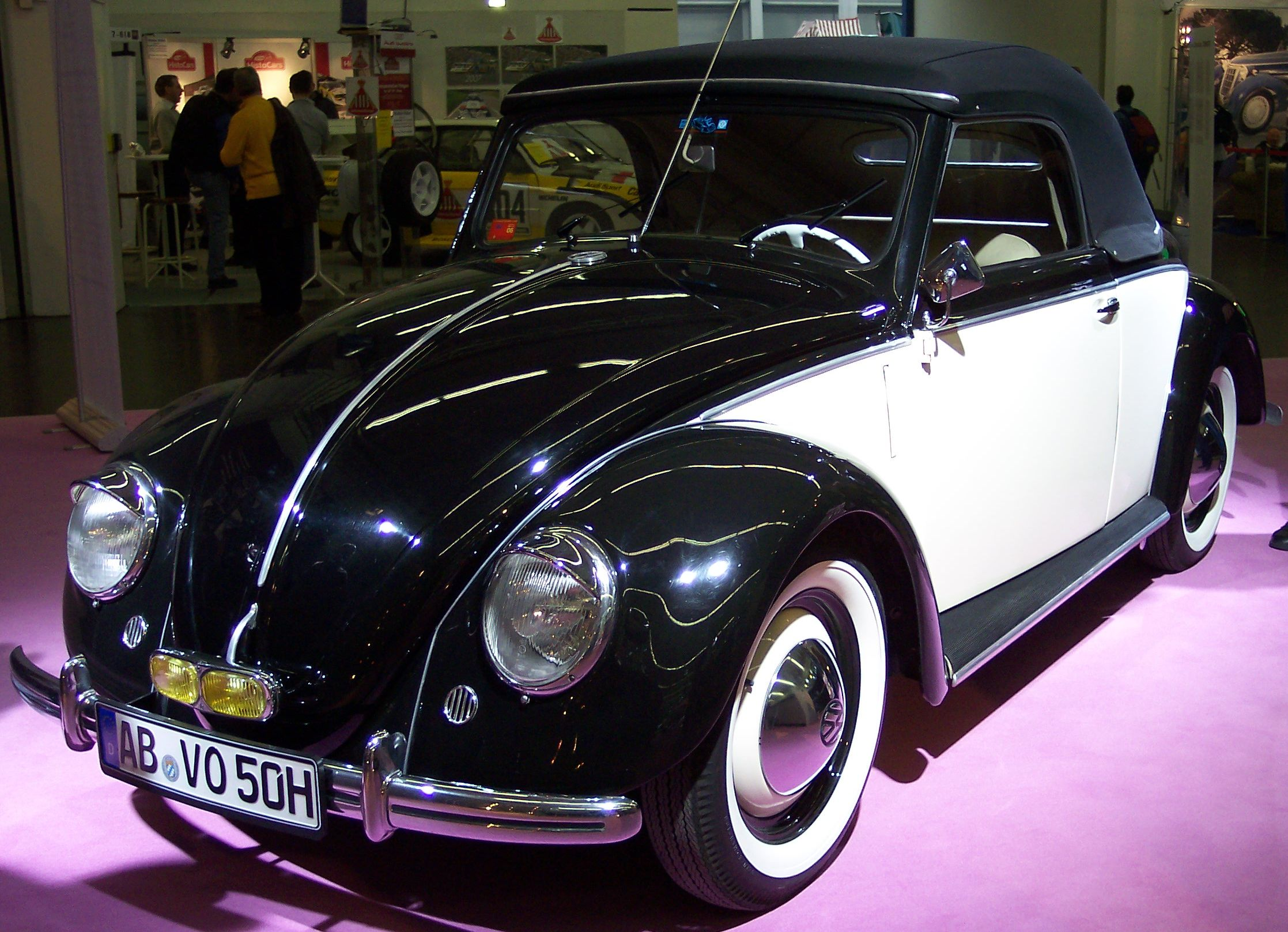